# Emil Wennerwald
Emil August Theodor Wennerwald (født 4. august 1859 i København, død 21. maj 1934 sammesteds) var en dansk landskabsmaler.
Emil Wennerwald var nr. 2 søn af udlært 'kirurg' (=barbersvend), med borgerskab 1866 i København som 'Paraplymager og Stokkefabrikant' derefter 'artist' med luftfigurer: Friederich Carl Otto (kaldet Fritz) Wennerwald (født 11. august 1832 i Itzehoe, død 11. september 1897 i København (Alm. Hosp.)) og Emilie Frederikke Lüchow (født 28 september 1826 i København, død 7. september 1883 sammesteds).
Sin første vejledning i kunsten til hans 18. år fik han af maleren Carl Vilhelm Hansen (født 21. maj 1838 i København, død 15. april 1877 sammesteds), senere dimitteredes han af C.V. Nielsen til Kunstakademiet, hvor han blev optaget som elev 1878 og indtil 1881. Kun 20 år gammel rejste han til Jylland og malede sit første lyngbillede og debuterede med det og som udstiller i 1880. På forårsudstillingen på Charlottenborg debuterede han 1882 på 18. november udstillingen med Efteraar, Parti fra Søndermarken, og 1883 fulgte hans Parti ved Kildesøen i Jægersborg Dyrehave. Fra 1882 og til 1921 udstillede han, dog med afbrydelser på Charlottenborg. Han ernærede sig nogle år fra 1882-83 til 1886 som skuespiller ved Folketeatret i København og på turne i Provinsen, med en lys tenorstemme bl.a. værdsat af Sixtus Miskow. Samtidig malede han i disse år i sin fritid. Han bosatte sig 1888-91 i Svendborg, fra hvis gader og omegn han har malet adskilligt, der ligesom hans øvrige arbejder ifølge Sigurd Møller vidner om selvstændigt syn og ikke ringe formevne. Han malede gerne landskaber med bondegårde og træer både i Nordjylland og i det østlige Jylland, han holdt af de skovrige egne ved Vejle og Himmelbjerget, men hentede i øvrigt sine motiver mange steder fra, også i Norge, Tyrol og Italien. Af portrætter kendes større maleri af skuespiller, stuntman William Jensen med sin hat, pisk og revolverbælte, gift 1919 med skuespiller Minka Hørsted og herefter ejere af Jægersborg Hotel samt et selvportræt fra 1921. 1891 flyttede hele familien til København. Han var fader til 7 børn fra 2 ægteskaber, bl.a. kunstmaleren Fini (kaldet Finn) Wennerwald (født 10. maj 1891 i Svendborg,  død 20. maj 1969 i Jægerspris, Skovens Kirke), tegneren, illustratoren og plakatkunstneren Palle August Wennerwald (født 17. maj 1898 i Svendborg, død 25. maj 1972, Frederiksberg Kirke, Solbjerg Kirkegård samt datteren Anne Margrethe Wennerwald (1894-1976), gift 11. maj 1917 med lensgreve Eggert Knuth af Knuthenborg.
Wennerwald ægtede:
1. (maj/juni 1883 indført i Matth. dog med mangelfuld indførsel, senere indført 4. maj 1884, Frederiksberg Kirke/-Sogn), Cala (Calla, Karla, Carla) Christine Ludovica født Rongsted (født 1866, død i barselsseng m/dødfødt barn 5. august 1885), datter af hofpianist, premierløjtnant Carl Julius Rongsted og jordmoder Sophie Frederikke Hansen. 1 Barn: Carl Emil Wennerwald, (født 3. august 1884 i København, død 12. januar 1885 sammesteds)
2. (23. oktober 1888) Ingeborg Johanne Emilie Hansen (født 25. december 1866, død 23. oktober 1951), datter af gæstgiver (Stjernekroen, Gerritsgade, Svendborg) Anders Hansen og Ane Margrethe Hansdatter. 6 børn.

Wennerwald med familie boede bl.a på adressen Nørre Alle nr. 49, stuen, i det gamle hus på hjørnet af Tagensvej i København i tiden omkring 1908 og frem til 1918. Hele hjørnet var allerede dengang dømt til nedrivning men fik lov at stå i mange år. Besøgende gæster, kunstnere, forfattere og bohemer havde et slags fristed på denne adresse, når de opholdt sig i København og nogle med længerevarende ophold. Kunstmalerne Niels Hansen, Edvard Munch, Henrik Louis Lund samt forfattere som Hans Jæger og Carl Hjernøe kom her.
Wennerwald faldt om af et hjerteslag, da han stod og malede ude i Rødovre og han er begravet på Vestre Kirkegård.